# White Plains (banda)
White Plains fue un grupo de música pop británico fundado en 1969. Tubo una formación en constante cambio y publicaron cinco sencillos de éxito en el Reino Unido, todos en el sello Deram Records, a principios de la década de 1970.  

## Historia

### Formación
White Plains evolucionó a partir de la banda de pop psicodélico de finales de la década de 1960, The Flower Pot Men, compuesta por Tony Burrows, Pete Nelson y Robin Shaw junto con Neil Landon (que fue a Fat Mattress ). The Flower Pot Men fue inicialmente un proyecto de estudio de 1967 dirigido por John Carter. 
A principios de 1969, Roger Greenaway y Roger Cook, se convirtieron en nuevos productores de grupo, reemplazando a John Carter. El último sencillo de Flower Pot Men para Deram Records fue “In A Moment Of Madness”, compuesto por Roger Greenaway y Roger Cook, con Pete Nelson como voz principal. Fue un intento de lograr un sencillo exitoso al estilo de los entonces populares Love Affair. El sencillo no llegó a las listas de éxitos y para el siguiente lanzamiento el nombre de la banda se cambió a White Plains. Las canciones de la banda fueron producidas y escritas principalmente por Greenaway y Roger Cook.  Neil Landon dejó la banda. Ricky Wolff, que originalmente era miembro de la banda de acompañamiento, reemplazó a Landon y se convirtió en el nuevo vocalista principal. 

### Éxito comercial
White Plains lanzó varios sencillos de éxito, comenzando con "My Baby Loves Lovin'" de 1970 (n° 9 en el Reino Unido, n° 13 en la lista estadounidense Billboard Hot 100 y n° 4 en Canadá). La canción más vendida del grupo, " My Baby Loves Lovin' ", se grabó el 26 de octubre de 1969 y se lanzó el 2 de enero de 1970 por la compañía discográfica Decca Records, a través de su sello subsidiario, Deram Records . Fue escrita y producida por Roger Greenaway y Roger Cook. La canción ha aparecido en muchos CD, incluidas varios recopilatorios de la banda. A principios de 1970, Ricky Wolff no pudo asistir a conciertos ni actuaciones en televisión, siendo Roger Greenaway quien normalmente intervendría como cantante principal. De las muchas apariciones del grupo en Top of the Pops, se sabe que sólo una, una interpretación de "My Baby Loves Lovin'" el 26 de febrero de 1970, sobrevivió al proceso de limpieza de la BBC. En esta actuación, y su primera aparición en el programa el 12 de febrero de 1970, se puede ver a Roger Greenaway en el lugar de Ricky Wolff como cantante principal.
Se creyó durante muchos años que Tony Burrows fue el vocalista principal de la canción, sin embargo, varias fuentes aseguran que lo fue Ricky Wolff. Cuando se lanzó la canción, la banda dijo en un artículo que Tony Burrows no cantó en el sencillo. La voz principal de la pista, sin embargo, fue interpretada por Wolff, con Burrows como cantante de fondo. Según las notas del álbum recopilatorio del grupo The Deram Records Singles Collection : "Contrariamente al mito popular, se nos asegura que la voz principal fue interpretada por Ricky Wolff, con Tony Burrows duplicándolo en el coro". 
El productor de la banda, Roger Greenaway, también confirmó que Ricky Wolff fue el vocalista principal de la grabación de "My Baby Loves Lovin'", en una carta oficial, escrita y firmada por él. 
El segundo sencillo de White Plains, "I've Got You on My Mind", que contó con Pete Nelson como voz principal, fue un éxito en el Reino Unido y alcanzó el puesto 17 de UK Singles Chart. "Lovin' You Baby" con Ricky Wolff como voz principal alcanzó el puesto 35 en Canadá entre mediados y finales de 1970. "Julie Do Ya Love Me" con Pete Nelson como voz principal alcanzó el número 8 en las listas de sencillos del Reino Unido.
A mediados de 1970, dos miembros de la banda de acompañamiento Roger Hills y Robin Box se agregaron a la formación. Esta formación, con Wolff, Nelson, Box, Shaw y Hills se convertiría en la agrupación más clásica de la banda, así como la formación que precedió a la partida de Wolff a mediados de 1971, que incluía al recién llegado Ron Reynolds al órgano y teclado. Desde la primavera hasta el otoño de 1970, el músico escocés Brian Johnston (nacido el 3 de marzo de 1945 en Bathgate, Escocia) (no confundir con el cantante de AC/DC), fue teclista del grupo. 
La alineación de White Plains formada por  Wolff, Nelson, Box, Shaw, Hills y Johnston interpretó "My Baby Loves Lovin'" en el concierto de NME Poll Winners el 3 de mayo de 1970. 
El siguiente sencillo de éxito fue "When You Are a King" de 1971, con Pete Nelson como voz principal (número 13 en la lista de éxitos del Reino Unido )  que fue traducida al hebreo y versionada por el cantante israelí Shlomo Artzi. 
El éxito de 1973 "Step into a Dream" se utilizó en los anuncios de la televisión británica sobre los complejos de vacaciones Butlins. Con Pete Nelson como voz principal. "Step into a Dream" alcanzó el puesto 21 en el Reino Unido y y el 9 en Irlanda. Su repentina vuelta a las listas, dos años después de los últimos sencillos de éxito, llevaron de nuevo a la banda a aparecer en el famoso programa de televisión Top of the Pops. A finales de 1973, Shaw dejó el grupo y posteriormente fue reemplazado por David Kerr-Clemenson, miembro de Edison Lighthouse. 
En 1976, el grupo se disolvió. La última formación constaba de Pete Nelson (voz), Ron Reynolds (teclado), Robin Box (guitarra), Roger Hills (batería), Tex Marsh (percusiones), Dave Fulford (guitarra) y Tony Sullivan (bajo).

### Reuniones y carreras posteriores
En 1978, Pete Nelson y Robin Box refundaron brevemente el grupo para grabar dos sencillos más para PVK Records. 
Una nueva formación que contaba con Roger Hills, Robin Shaw y Box estuvo activa de 2004 a 2006. En 2013, tuvo lugar otra reunión para realizar una gira con Tony Burrows, Robin Shaw y Roger Hills. 

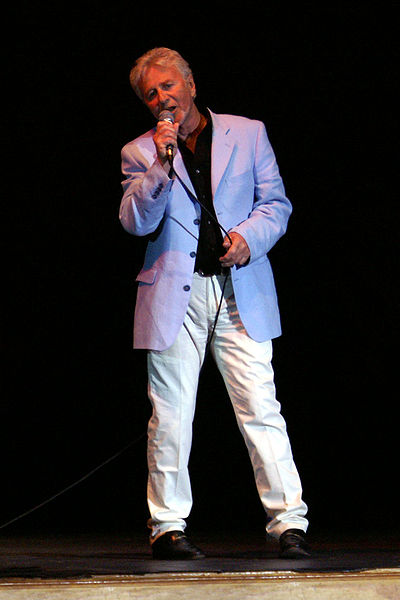
Tony Burrows en concierto. Tomada el 17 de mayo de 2008.

Burrows y Shaw se reencontraron en 1974 en First Class, otro proyecto de John Carter que triunfó en todo el mundo con su sencillo, "Beach Baby". 
David Kerr-Clemenson se unió al grupo de rock Fast Buck en 1975 y estuvo actuando con ellos durante otros treinta y nueve años. 
Ricky Wolff más tarde se unió a Harley Quinne y prestó su voz principal en su sencillo Top 20 del Reino Unido, "New Orleans". Harley Quinne fue un grupo británico creado por el equipo de composición y producción formado por Roger Cook y Roger Greenaway, como vehículo promocional para una canción de 1972 titulada "New Orleans", una versión del original de Gary 'US' Bonds. Fue grabado originalmente por una sección de músicos de sesión con Ricky Wolff como vocalista. Wolff trabajó como músico y produjo algunos álbumes en sus propios grupos después de regresar a su país de origen, Sudáfrica, a mediados de la década de 1970 y produjo algunos sencillos en solitario en 1981.  Más tarde, Wolff trabajó como productor discográfico y compositor y, en 2013, lanzó el sencillo "Goodbye Nelson Mandela", en homenaje al presidente sudafricano Nelson Mandela, que había fallecido en ese momento. El 1 de octubre de 2023, Wolff murió en Sudáfrica, a la edad de 78 años.  Un orador en el funeral de Wolff dijo que la causa de su muerte fue septicemia. 
De 1988 a 2002, Robin Shaw y Robin Box fueron miembros de Cliff Bennett and the Rebel Rousers .
Julian Bailey murió en julio de 2001, a los 58 años. Pete Nelson se retiró de la industria musical a finales de los años 70. Murió el 23 de octubre de 2005 a los 62 años a causa de un cáncer.  Neil Landon se mudó a Alemania y desarrolló allí una carrera como cantante solista. Murió el 26 de marzo de 2020 a los 78 años, también de cáncer. 

## Discografía

### Álbumes

#### Álbumes de estudio
| Título                                                                          | Detalles                                                                                       | Posicionamiento en listas |
| Título                                                                          | Detalles                                                                                       | EE.UU                     |
| ------------------------------------------------------------------------------- | ---------------------------------------------------------------------------------------------- | ------------------------- |
| White Plains                                                                    | - Released: August 1970 - Label: Deram - Publicado en algunos países como My Baby Loves Lovin' | 166                       |
| When You Are a King                                                             | - Released: October 1971 - Label: Deram                                                        | —                         |
| New Peaks                                                                       | - Released: 1997 - Label: White Plains Music - Edición limitada                                | —                         |
| "—" denotes releases that did not chart or were not released in that territory. |                                                                                                |                           |

#### Álbumes recopilatorios
| Título                               | Detalles                                        |
| ------------------------------------ | ----------------------------------------------- |
| My Baby Loves Lovin'                 | - Released: May 1993 - Label: Deram             |
| The Deram Records Singles Collection | - Released: 23 de febrero de 2015 - Label: 7T's |
| The Collection                       | - Released: 29 de octubre de 2021 - Label: 7T's |

### Sencillos
| Título                                                                          | Año  | Posicionamiento en listas | Posicionamiento en listas | Posicionamiento en listas | Posicionamiento en listas | Posicionamiento en listas | Posicionamiento en listas | Posicionamiento en listas | Posicionamiento en listas | Posicionamiento en listas | Posicionamiento en listas | Posicionamiento en listas |
| Título                                                                          | Año  | UK                        | AUS                       | BE (FLA)                  | BE (WA)                   | CAN                       | IRE                       | NL                        | NZ                        | SA                        | SWE                       | US                        |
| ------------------------------------------------------------------------------- | ---- | ------------------------- | ------------------------- | ------------------------- | ------------------------- | ------------------------- | ------------------------- | ------------------------- | ------------------------- | ------------------------- | ------------------------- | ------------------------- |
| "My Baby Loves Lovin'"                                                          | 1970 | 9                         | 20                        | 13                        | 47                        | 4                         | 9                         | —                         | 11                        | 8                         | 12                        | 13                        |
| "I've Got You on My Mind"                                                       | 1970 | 17                        | —                         | —                         | —                         | —                         | 17                        | —                         | —                         | —                         | —                         | —                         |
| "Lovin' You Baby"                                                               | 1970 | —                         | —                         | —                         | —                         | 35                        | —                         | —                         | —                         | —                         | —                         | 82                        |
| "Julie Do Ya Love Me"                                                           | 1970 | 8                         | —                         | —                         | —                         | —                         | 8                         | —                         | —                         | —                         | —                         | —                         |
| "Every Little Move She Makes"                                                   | 1971 | —                         | —                         | —                         | —                         | —                         | —                         | —                         | —                         | —                         | 19                        | —                         |
| "When You Are a King"                                                           | 1971 | 13                        | 100                       | —                         | —                         | —                         | —                         | 4                         | —                         | —                         | —                         | —                         |
| "Gonna Miss Her Mississippi"                                                    | 1971 | —                         | —                         | —                         | —                         | —                         | —                         | —                         | —                         | —                         | —                         | —                         |
| "I Can't Stop"                                                                  | 1972 | —                         | —                         | —                         | —                         | —                         | —                         | —                         | —                         | —                         | —                         | —                         |
| "Dad You Saved the World"                                                       | 1972 | —                         | —                         | —                         | —                         | —                         | —                         | —                         | —                         | —                         | —                         | —                         |
| "Step into a Dream"                                                             | 1973 | 21                        | —                         | —                         | —                         | —                         | 9                         | —                         | —                         | —                         | —                         | —                         |
| "Does Anybody Know Where My Baby Is?"                                           | 1973 | —                         | —                         | —                         | —                         | —                         | —                         | —                         | —                         | —                         | —                         | —                         |
| "Julie Anne"                                                                    | 1973 | —                         | —                         | —                         | —                         | —                         | —                         | —                         | —                         | —                         | —                         | —                         |
| "Ecstasy"                                                                       | 1974 | —                         | —                         | —                         | —                         | —                         | —                         | —                         | —                         | —                         | —                         | —                         |
| "Summer Nights"                                                                 | 1976 | —                         | —                         | —                         | —                         | —                         | —                         | —                         | —                         | —                         | —                         | —                         |
| "Dance with You"                                                                | 1978 | —                         | —                         | —                         | —                         | —                         | —                         | —                         | —                         | —                         | —                         | —                         |
| "Wanna Fall in Love"                                                            | 1978 | —                         | —                         | —                         | —                         | —                         | —                         | —                         | —                         | —                         | —                         | —                         |
| "—" denotes releases that did not chart or were not released in that territory. |      |                           |                           |                           |                           |                           |                           |                           |                           |                           |                           |                           |